# Tuc dera Montanheta
El Tuc dera Montanheta és una muntanya de 2085,9 metres que es troba al municipi de Naut Aran, a la comarca de la Vall d'Aran. Situada a la carena muntanyosa que separa la vall de Ruda de la d'Aiguamòg.